# ابو نخایل
ابو نخایل در عمان است که در muscat governorate واقع شده‌است.